# Coenagrion resolutum
Coenagrion resolutum – gatunek ważki z rodziny łątkowatych (Coenagrionidae). Występuje na terenie Ameryki Północnej.